# Christian Hansen
Christian Hansen (10. dubna 1885 – 7. srpna 1972) byl veterán první světové války a vysoce vyznamenaný generál německé armády za druhé světové války v hodnosti General der Artillerie (Generál dělostřelectva). Mimo jiné byl i držitelem mnoha vojenských vyznamenání jako je například Rytířský kříž železného kříže nebo Německý kříž ve zlatě.

## Mládí a počátky vojenské kariéry
Christian Hansen se narodil 10. dubna roku 1885 v šlesvickém městě Schleswig. Ve svých necelých 18 letech vstoupil do německé císařské armády k 1. březnu roku 1903 a byl zařazen jako důstojnický čekatel k 9. pěšímu dělostřeleckému pluku (Fuß-Artillerie-Regiment Nr. 9) a sloužil s ním v pevnosti Ehrenbreitstein nacházející se u města Koblenz. V srpnu následujícího roku sloužil již v hodnosti Leutnant (Poručík).
K počátku října roku 1906 nastoupil studium na vojensko-technickou akademie v berlínské čtvrti Charlottenburg. Po dokončení akademie v říjnu roku 1908 absolvoval ještě výcvikový kurz na škole pro pěší dělostřelectvo a posléze byl zařazen do výcvikového praporu u střelecké školy pro pěší dělostřelectvo. Po dokončení všech kurzů se vrátil zpět ke svému domovskému 9. pěšímu dělostřeleckému pluku, při čemž během služby u něj byl k počátku října roku 1910 zařazen na vojenskou akademii v Berlíně, kde studoval až do 21. července roku 1913. Při studiu se propracoval až do hodnosti Oberleutnant (Nadporučík).

## První světová válka
Následně sloužil u 9. pěšího dělostřeleckého pluku až do počátku dubna roku 1914, kdy se mu jeho novým služebním postem stal generální štáb německé císařské armády. Zde zůstal však pouze do 17. srpna téhož roku, kdy byl převelen jako pomocný důstojník k zastupitelstvu velitele armádních polních železničních záležitostí.
Avšak s vypuknutím první světové války byl převelen do generálního štábu 6. armády polního maršála korunního prince Ruprechta Bavorského a zde sloužil až do poloviny září roku 1914, kdy byl převelen do štábu armádního oddílu "Strantz" (Armee-Abteilung Stranz) generála Hermanna von Strantze. S touto jednotkou se účastnil bojů na západní frontě.
Avšak ke konci ledna následujícího roku opět změnil služební post a to když byl odvelen k 10. vyššímu armádnímu velení (Armee-Oberkommando Nr. 10), kde působil jako pomocný důstojník ve štábu. Následně byl převelen do hlavního štábu 33. záložní divize (Reserve-Division Nr. 33). Poté sloužil ještě u hlavního štábu 58. speciálního hlavního velení se zvláštním určením.
Dne 14. března 1917 byl převelen na svůj poslední válečný post a to k operačnímu oddělení na hlavním velitelství německé císařské armády.

## Poválečné období
Po válce se mu vyhýbá nucená demobilizace po podepsání Versailleské smlouvy a zůstává tak nadále v armádě a jeho dalším působištěm je mu nyní generální štáb místní správy v Toruni, kde zůstává až do 15. února 1920, kdy je převelen do štábu 2. vůdce pěchoty.
V létě téhož roku byl přeřazen na říšské ministerstvo obrany (Reichswehrministerium) odkud byl k 1. říjnu roku 1920 převelen do Münsteru, kde byl zařazen ke štábu 6. divize Reichswehru pod velením generála Friedricha von Lossberga. Ve štábu divize zůstal až do 13. července roku 1922.
Následně byl převelen do západopomořanského Štětína, kde převzal velení 6. dělostřelecké baterie z 2. dělostřeleckého pluku (Artillerie-Regiment Nr. 2).

## Povýšení a vyznamenání

### Data povýšení
- Fähnrich – 14. prosinec, 1903
- Leutnant – 18. srpen, 1904
- Oberleutnant – 18. srpen, 1912
- Hauptmann – 8. prosinec, 1914
- Major – 1. únor, 1926
- Oberstleutnant – 1. prosinec, 1930
- Oberst – 1. duben, 1933
- Generalmajor – 1. duben, 1936
- Generalleutnant – 1. březen, 1938
- General der Artillerie – 1. červen, 1940

### Vyznamenání
- Rytířský kříž železného kříže – 3. srpen, 1941
- Německý kříž ve zlatě – 2. duben, 1943
- Pruský železný kříž I. třídy (První světová válka)
- Pruský železný kříž II. třídy (První světová válka)
- Spona k pruskému železnému kříži I. třídy
- Spona k pruskému železnému kříži II. třídy
- Rytířský kříž královského pruského domácího řádu Hohenzollernů s meči – (První světová válka)
- Rytířský kříž královského saského Albrechtova řádu s meči (První světová válka)
- Královský bavorský záslužný řád IV. třídy s meči (První světová válka)
- Rakousko-Uherský vojenský záslužný kříž III. třídy s válečnou ozdobou (První světová válka)
- Brunšvický záslužný kříž II. třídy (První světová válka)
- Turecký železný půlměsíc – (První světová válka)
- Medaile za východní frontu
- Kříž cti
- |  |  |  Služební vyznamenání Wehrmachtu od IV. do I. třídy